# Сукіль (річка)
Су́кі́ль, давня назва Брязка — річка в Україні, тече у межах Долинського району Івано-Франківської області та Стрийського району Львівської області. Ліва притока Свічі (сточище Дністра).

## Опис
Довжина 67 км, площа басейну 276 км². Ширина річки 5—12 м, глибина — до 1,5 м. Швидкість течії від 50—60 м/хв до 30—50 м/хв. Похил річки 15 м/км. Береги невисокі, обривисті. Річище звивисте, у верхів'ї порожисте, трапляються водоспади; у пониззі дуже розгалужене, багато островів. Має паводковий режим, розливається під час сильних опадів. Замерзає наприкінці грудня — на початку січня, скресає до середини березня. Льодостав нестійкий.
Від витоків до міста Болехова Сукіль — типово гірська річка. Нижче Болехова має рівнинний характер.

## Розташування
Сукіль бере початок з джерел в Українських Карпатах на схилах хребта Зелем'янка, що у Сколівських Бескидах. Тече переважно на північний схід. Впадає до Свічі біля південної околиці села Подорожнього.

## Притоки
Праві: 
- Бряза,
- Бесарабка,
- Бобровець,
- Жидовець,
- Лисий,
- Гериня

Ліві: 
- Кам'яний — струмок в Українських Карпатах (масив Сколівські Бескиди), в Долинському районі Івано-Франківської області. Довжина струмка 3,5 км. Починається на лісистому схилі гірського хребта, що тягнеться від долини Опору з північного заходу на південний схід по долині Сукелю (територія регіонального ландшафтного парку «Поляницький». Тече спочатку на північний схід, потім на південний схід, омиває гору Іваночкове (825 м.) і впадає в річку Сукіль в селі Поляниця[2][3][4].
- Березниця — потік у Болехівській міській громаді. Бере початок в урочищі Мочар. тече переважно на північний схід і на північно-західній околиці Болехова впадає і річку Сукіль[5]

## Населені пункти
Річка протікає через села: Сукіль, Козаківка, Буковець, Поляниця, Тисів, Лисовичі, Задеревач і Великі Дідушичі,Бубнище а також місто Болехів.

## Походження назви
Існує легенда, за якою назва річки має тюркське походження та утворюється з двох коренів: «Су» — вода, «Кіль» — іде на нас.

## Цікаві факти
- Річка Бесарабка (права притока) в місці впадіння в Сукіль значно повноводніша (і довша) від нього. Подібна «несправедливість» спіткала праву притоку Дністра річку Стрий.
- У нижній околиці села Поляниця на річці є мальовничий Поляницький водоспад. Тут Сукіль спадає кількома широкими каскадами (перекатами) — свого роду сходами. На відстані 4 км від водоспаду розташовані знамениті Скелі Довбуша.
- Поблизу Поляниці на лівому березі Сукеля виявлено великі підземні печери природного походження.[7]